# Adaptacionisme

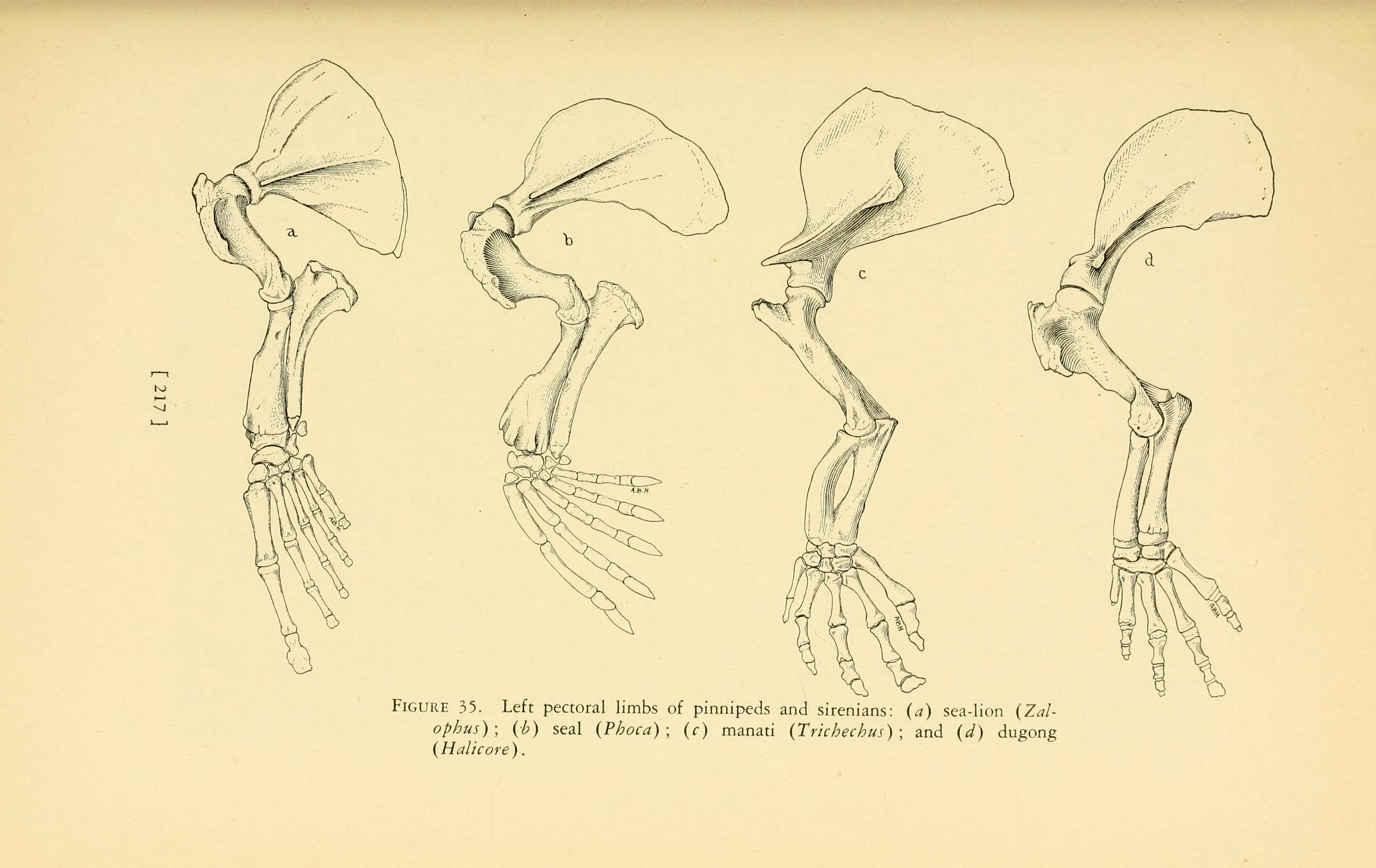
Adaptació aquàtica dels mamífers.

En biologia, s'anomena adaptacionisme a la perspectiva que considera que la majoria dels trets dels éssers vius són adaptacions òptimes. Entre els seus defensors més destacats hi ha John Maynard Smith, William Donald Hamilton i Richard Dawkins; entre els seus crítics, Stephen Jay Gould i Richard Lewontin.

## Característiques
Gould resumeix el "programa adaptacionista" en els següents arguments:
- L'adaptació és el fenomen central de l'evolució, i la clau per a la comprensió dels seus mecanismes.
- La selecció natural construeix l'adaptació.
- La selecció natural, d'una manera aclaparadora, es manté com la causa predominant de l'adaptació. La variació només proporciona la matèria primera i no pot fer actuar sense ajuda.

Gould i Lewontin (1979) resumeixen de la següent manera la manera de procedir del programa adaptacionista:
1. Atomització de l'organisme: divisió de l'organisme en trets discrets i desconnectats.
2. Optimització de les parts per selecció natural.
3. Explicació de les adaptacions.

## Crítiques
D'Arcy Wentworth Thompson, en la seva obra On Growth and Form, (El creixement i la forma) (1917), va ser un dels primers crítics del programa adaptacionista darwinista. Recentment, els crítics més bel·ligerants han estat Richard Lewontin i Stephen J. Gould, per a qui els adaptacionistes han sobredimensionat el poder de la selecció natural, ignorant la importància de les constriccions del desenvolupament i altres factors en l'explicació de l'existència de trets morfològics i del comportament. Gould i Lewontin van denominar l'adaptacionisme "paradigma panglossià", en al·lusió al Doctor Pangloss, personatge amb el que Voltaire va caricaturitzar a la filosofia de Leibniz a la seva novel·la Càndid i segons el qual "tot existeix necessàriament per al millor dels finals".
La principal crítica que realitzen Gould i Lewontin al programa adaptacionista es dirigeix a la no consideració de la diferència entre la utilitat actual d'un tret i la causa del seu origen. Del fet que un tret sigui adaptatiu actualment -argumenten- no pot inferir-se que hagi estat resultat de l'acció de la selecció natural perquè també fos adaptatiu en el seu origen.
La història d'aquesta polèmica ha estat profusament estudiada per Cronin (1992) i Segerstråle (2000).